# Stephanometra
Stephanometra is een geslacht van haarsterren uit de familie Mariametridae.

## Soorten
- Stephanometra indica (Smith, 1876)
- Stephanometra tenuipinna (Hartlaub, 1890)